# حیات وحش سنگال
حیات وحش سنگال متشکل از گیاگان و زیاگان این کشور در غرب آفریقا است.

## تنوع زیستی
با چهار اکوسیستم اصلی (جنگل، علفزار ساوانا، آب شیرین، دریایی و ساحلی) سنگال تنوع گسترده‌ای از گیاهان و جانوران دارد. با این حال، افزایش فعالیت‌های انسانی و تغییرات در الگوهای آب‌وهوایی که شامل افزایش کمبود در بارش باران است، در حال تأثیر گذاشتن روی زیستگاه‌های طبیعی و تخریب آنها هستند. این در مورد جنگل‌ها به شکل ویژه‌ای قابل توجه است که در پنج سال منتهی به ۲۰۱۰ سالانه ۴۰٬۰۰۰ هکتارشان از بین می‌رفت.

### پستانداران
بسیاری از حیوانات بزرگ‌تر سنگال که پیشتر توزیع گسترده‌ای داشتند، با از دست دادن زیستگاه، آزار کشاورزان و شکار برای گوشت مواجه شده‌اند و به طور گسترده‌ای محدود به پارک‌های ملی هستند. بابون گینه‌ای یکی از اینهاست؛ همانطور که گاوگوزن سنگالی، گاوگوزن غربی، تیزشاخ آفریقایی، شاخ‌بلند ابرش و گونه‌های متعددی از آهو هستند. تخریب زیستگاه‌ها باعث شده جمعیت‌های شست‌بریده سرخ غربی، فیل، شیر و بسیاری گونه‌های دیگر به‌شدت کاهش یابند.

### پرندگان
حدود ۶۷۴ گونه پرنده تا آوریل ۲۰۱۹ در سنگال ثبت شده بودند. برخی از گونه‌های چشمگیرتر شامل نوک‌سرخ دریایی، هوبره عربی، سلیم مصری، شبگرد طلایی، سار زیبا، چکاوک کردفان و گنجشک طلایی سودان هستند.